# Molophilus protervus
Molophilus protervus là một loài ruồi trong họ Limoniidae. Chúng phân bố ở miền Australasia.